# 레 진종
레 진종(베트남어: Lê Chân Tông / 黎眞宗, 1630년 ~ 1649년 10월 2일(음력 8월 26일))은 대월 후 레 왕조의 제18대 황제(재위: 1643년 ~ 1649년)이다.  성명은 레 주이 흐우(베트남어: Lê Duy Hựu / 黎維祐 여유우)이며 다른 이름은 레 주이 티(베트남어: Lê Duy Thì / 黎維禔 여유제)가 있다.

## 생애
1630년, 진종은 신종의 첫째 아들로 태어났다. 
1643년 10월, 아버지 신종이 찐 주(鄭主) 찐짱(베트남어: Trịnh Tráng / 鄭梉 정장)의 양위 요구로 인하여 진종이 황제로 즉위하였다. 
1648년 5월, 찐짱은 진종을 데리고 남하하여 응우옌 주를 공격하였다. 그러나 쯔엉죽루(長育壘)에서 대패하였고, 어림군(御林軍, 찐 주의 군)의 손실이 막대하였다.
1649년 8월, 진종이 승하 하였고, 몇달 후인 10월에 신종이 복위 하였다. 일부 사람들은 진종의 사인이 그 전투 때문이었다고 보기도 했다.

## 가족

### 후비
- 방자황후(Phương Từ Hoàng Hậu/芳慈皇后) 찐 티 응옥억(Trịnh Thị Ngọc ức/鄭氏玉檍/정씨옥억) (? ~ 1688년) - 청왕(淸王) 찐짱(鄭梉)의 딸.

### 황녀
- 성최공주(星璀公主) 레 티 응옥푸(Lê Thị Ngọc Phù/黎氏玉芙/여씨옥부) (1649년 ~ ?)

## 기년
| 진종        | 원년            | 2년        | 3년        | 4년        | 5년        | 6년        | 7년        |
| ----------- | --------------- | ---------- | ---------- | ---------- | ---------- | ---------- | ---------- |
| 서력 (西曆) | 1643년          | 1644년     | 1645년     | 1646년     | 1647년     | 1648년     | 1649년     |
| 간지 (干支) | 계미(癸未)      | 갑신(甲申) | 을유(乙酉) | 병술(丙戌) | 정해(丁亥) | 무자(戊子) | 기축(己丑) |
| 연호 (年號) | 복태(福泰) 원년 | 2년        | 3년        | 4년        | 5년        | 6년        | 7년        |